# 半岛 (里昂)

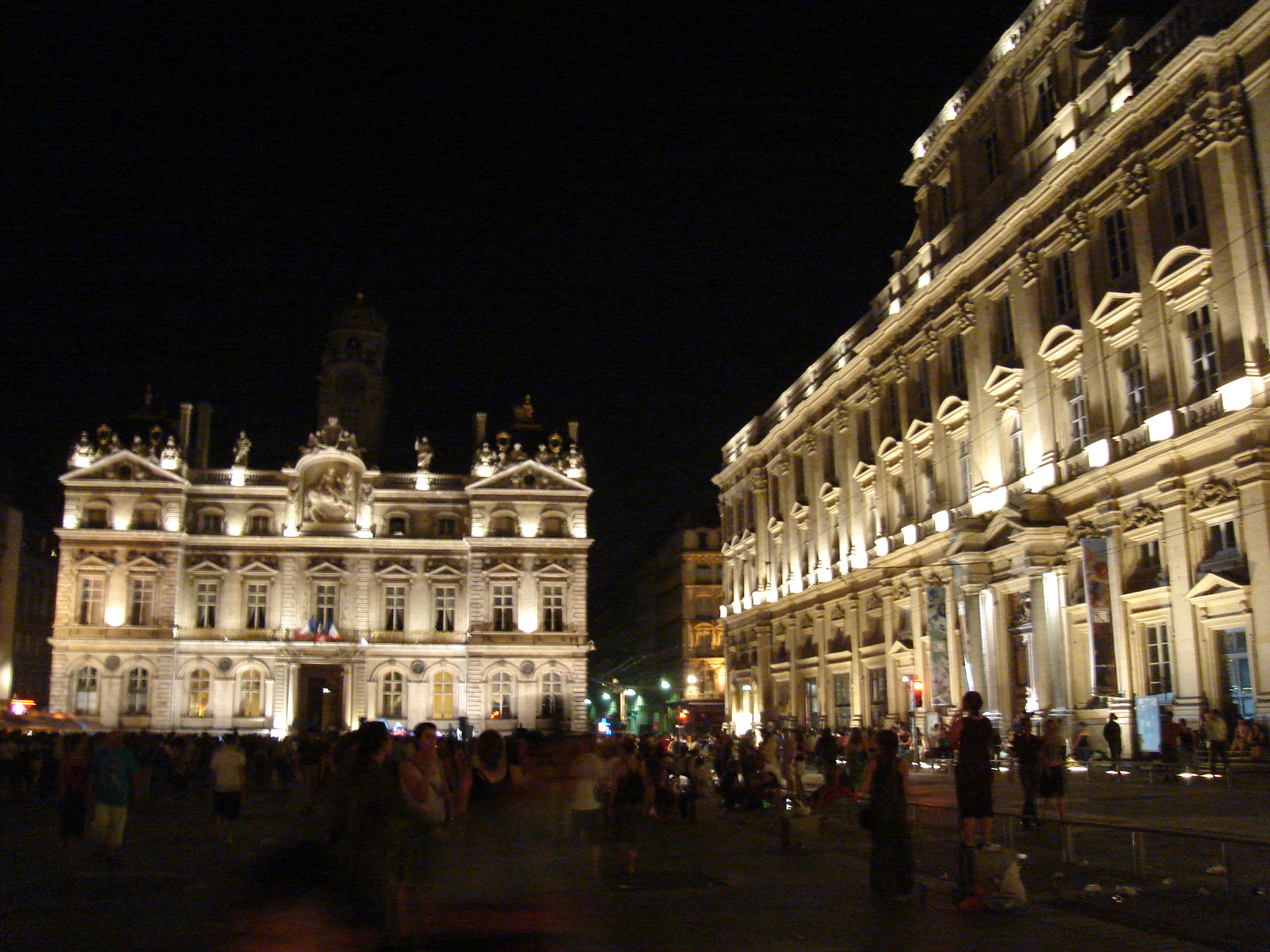
沃土广场

半岛（法語：Presqu'île，法語發音：[pʁɛskil] ⓘ，法语中用该词称呼一类特殊的半岛）从红十字山麓向南延伸到罗讷河和索恩河汇流处， 是法国里昂的市中心区。这里拥有众多的咖啡馆、餐馆、奢侈品商店、百货公司、银行、政府大楼以及文化机构。半岛包括该市的第一区、第二区，以及第四区的南部，以及市政厅。圣尼济耶教堂的尖顶是该区的地标，重建了始建于14世纪，位于原索恩河大桥脚下。

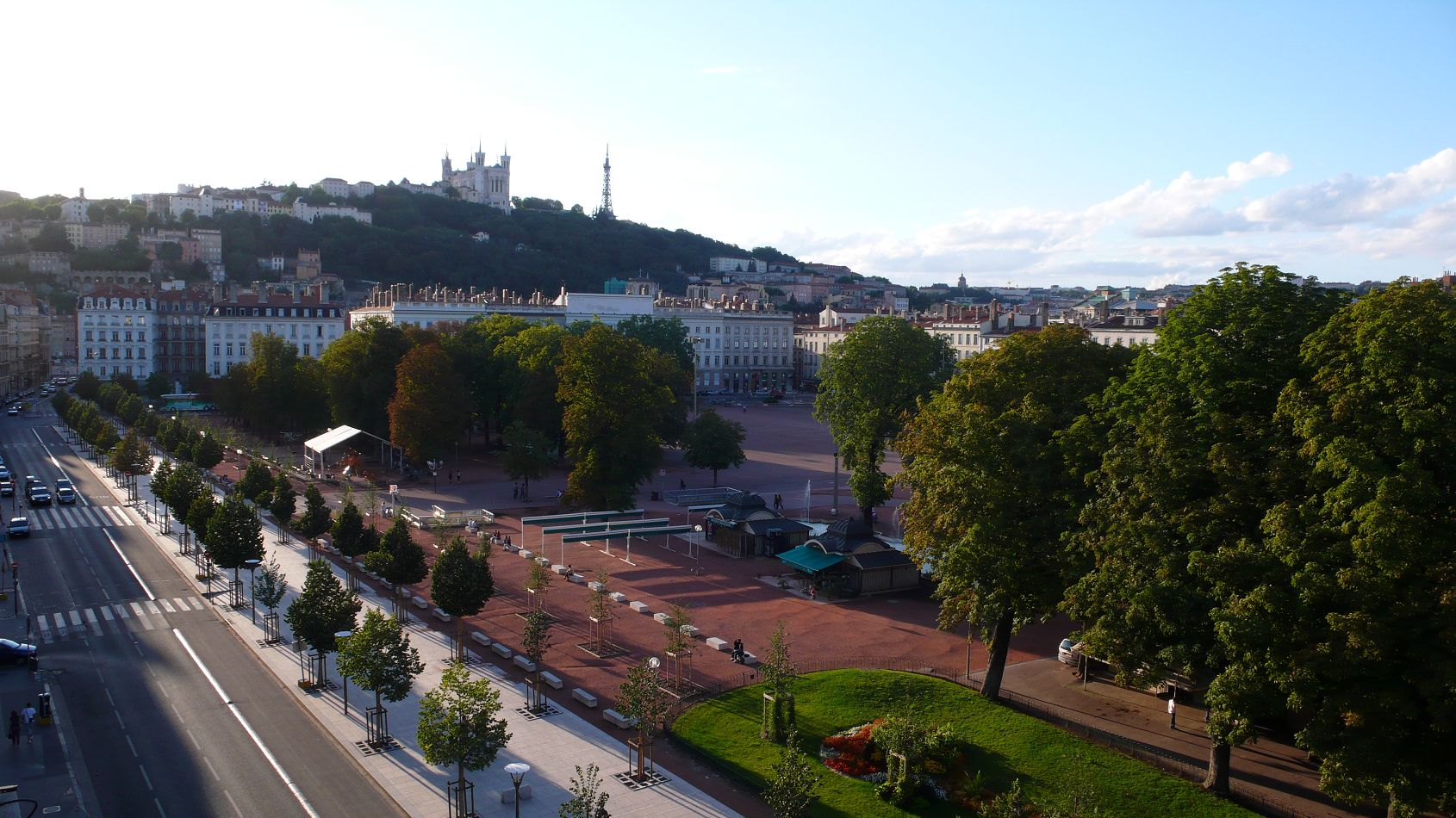
贝勒库尔广场

## 历史
这个地区是中世纪和文艺复兴风格的里昂老城（Vieux Lyon）的对应。许多风景如画的街道依然存在。其中之一便是梅西埃街（rue Mercière），在15世纪和16世纪开设印刷作坊和书店，现在仍然有一些卓越的建筑物。印刷博物馆设在原皇冠宫（Hôtel de la Couronne），表现里昂的第一本书是如何印刷出来的。半岛地区还有装饰着喷泉的广场，散布在各处的教堂，以及许多修道院，包括多明我会的(雅各宾）、塞来斯定会和方济各会的（科德利埃），其圣文德教堂重建于14世纪。再往南，安耐的圣马丁教堂原来是一座大型本笃会修道院的教堂，仍然是里昂罗曼式艺术的明珠。沃土广场创建于17世纪，拥有两座著名的建筑:
- 里昂市政厅，兴建于1646-1655年，建筑师西蒙·莫潘（法语：Simon Maupin），由画家托马·布朗谢（法语：Thomas Blanchet）装饰。1674年，大厅惨遭火灾，面向广场的立面在18世纪初由朱尔·阿杜安-芒萨尔重新设计。
- 圣皮埃尔宫（英语：Abbey of Saint-Pierre-les-Nonnains）：曾是皇家本笃会修道院，由阿维尼翁建筑师始建于1659年，现在设有美术博物馆。花园内点缀着著名雕塑家的作品，是一个安静的城市绿洲。在17世纪和18世纪，建立了贝勒库尔广场，以颂扬国王路易十四。

目前，沃土广场拥有一些餐馆，有令人印象深刻的战车妇女雕像，是里昂著名的观光目的地。

## 现代
热尔曼·苏夫洛扩建了位于罗讷河老桥附近的济贫院，沿着河岸兴建主宫（Hôtel-Dieu）。主宫是仍然正常运作的济贫院，现在还设有里昂济贫博物馆，追溯济贫院的历史。许多宫殿建在贝勒库尔广场附近。总督宫（Hôtel du Gouverneur）建于1730年，现在设有纺织博物馆；拉克鲁瓦拉瓦尔宫（Hôtel de Lacroix Laval），由苏夫洛设计，现在是装饰艺术博物馆。1855年，在法兰西第二帝国时期，罗讷省省长克洛德-马里于斯·瓦伊斯开辟了共和国街和愛德華·赫里歐路，作为一系列大型建设项目的一部分。位于银行区核心的证券交易所兴建于1860年，是拿破仑三世风格的建筑实例。在19世纪，兴建了两座剧院：赛乐斯坦剧院和大剧院，后者现在是歌剧院，1993年由让·努维尔重建。这是该市两个主要的文化中心。

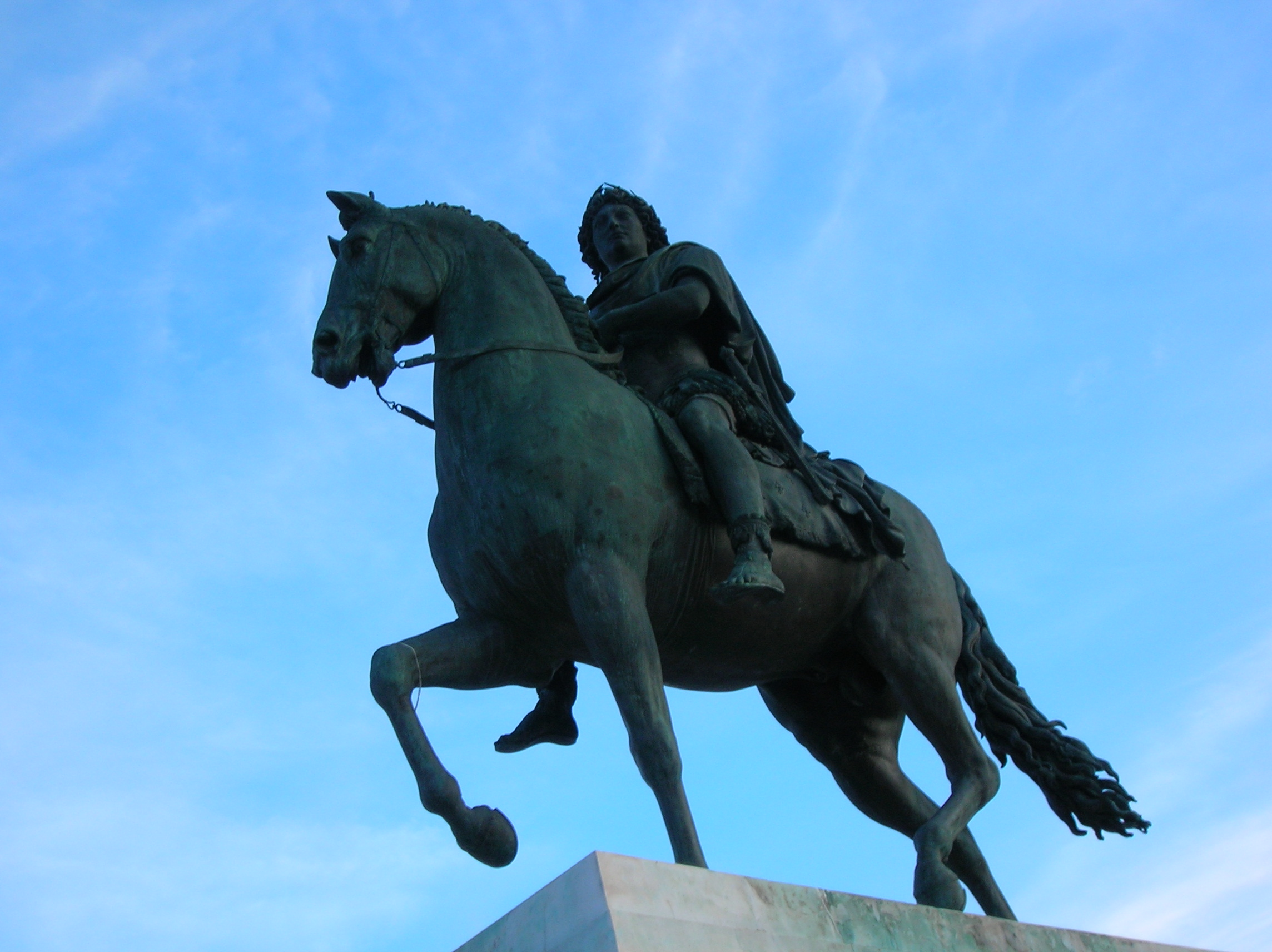
贝勒库尔广场的路易十四骑马雕像
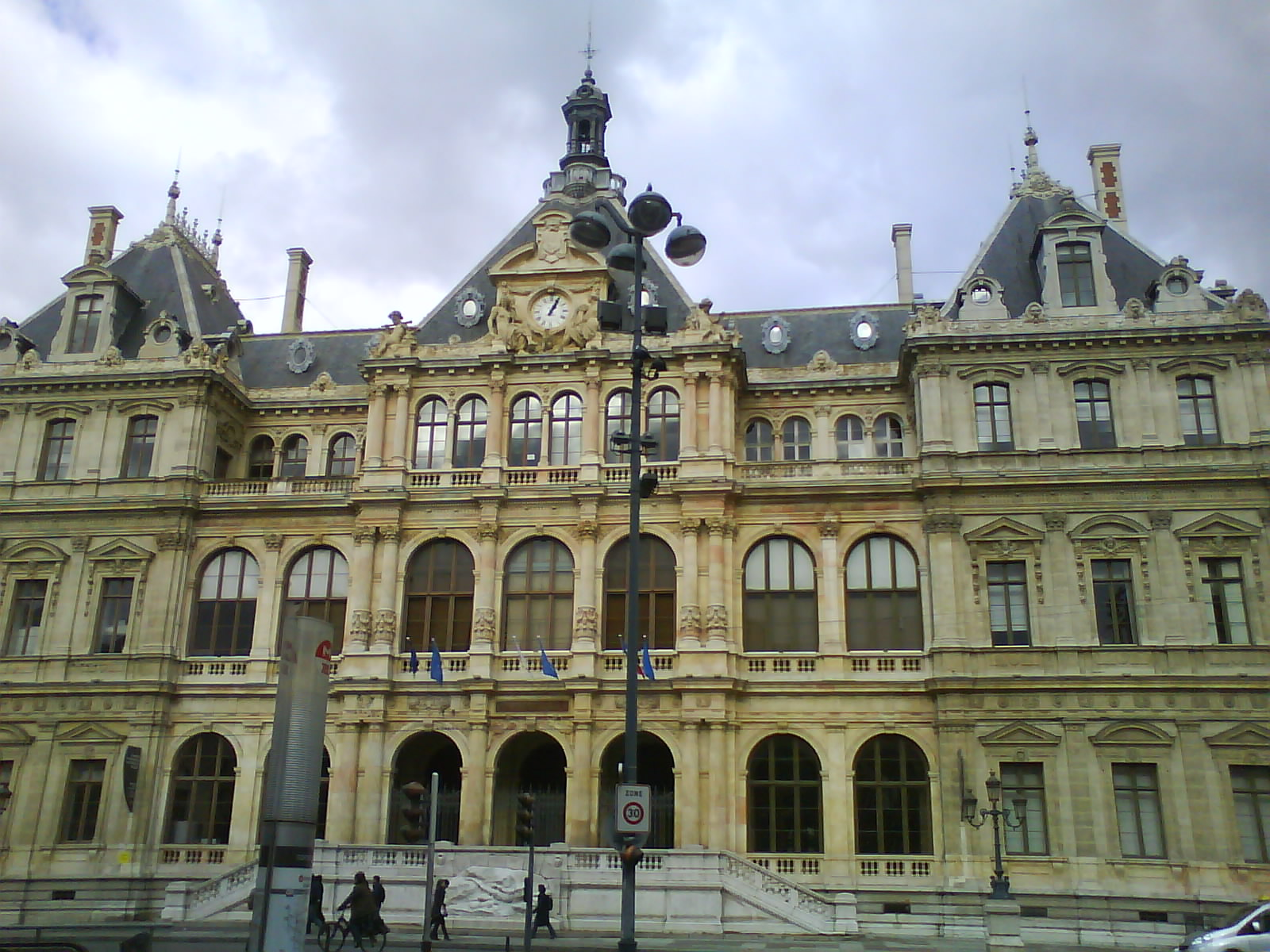
科德利埃区的交易所
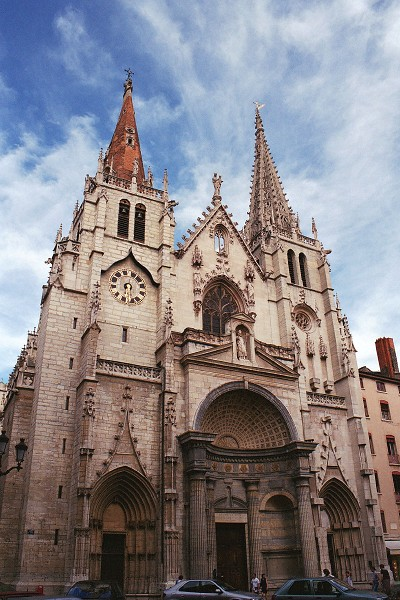
圣尼济耶教堂
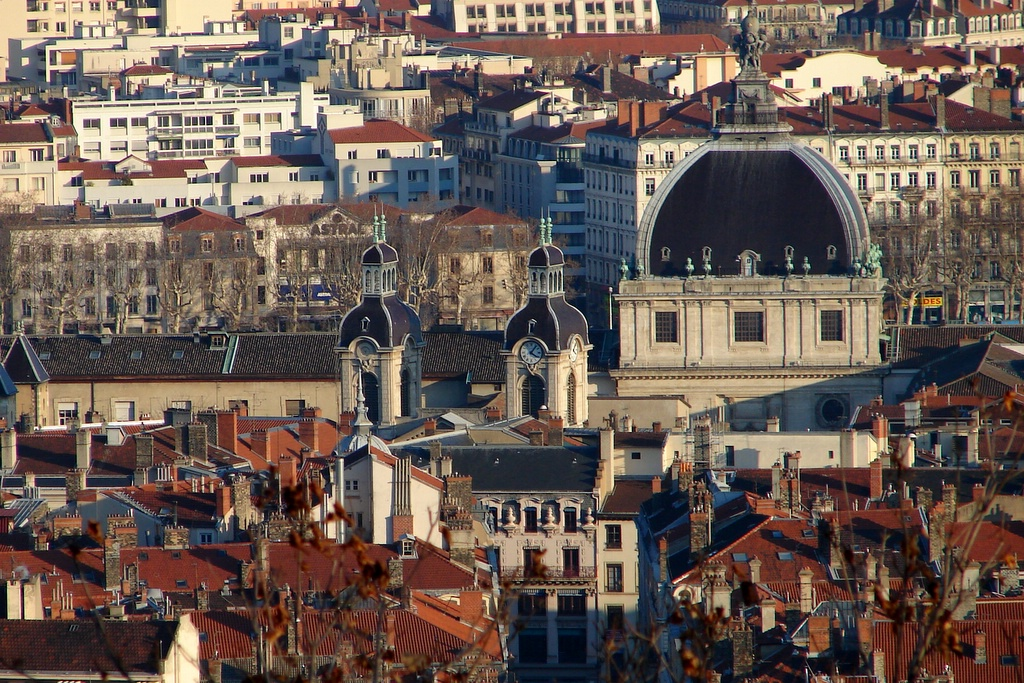
主宫济贫院
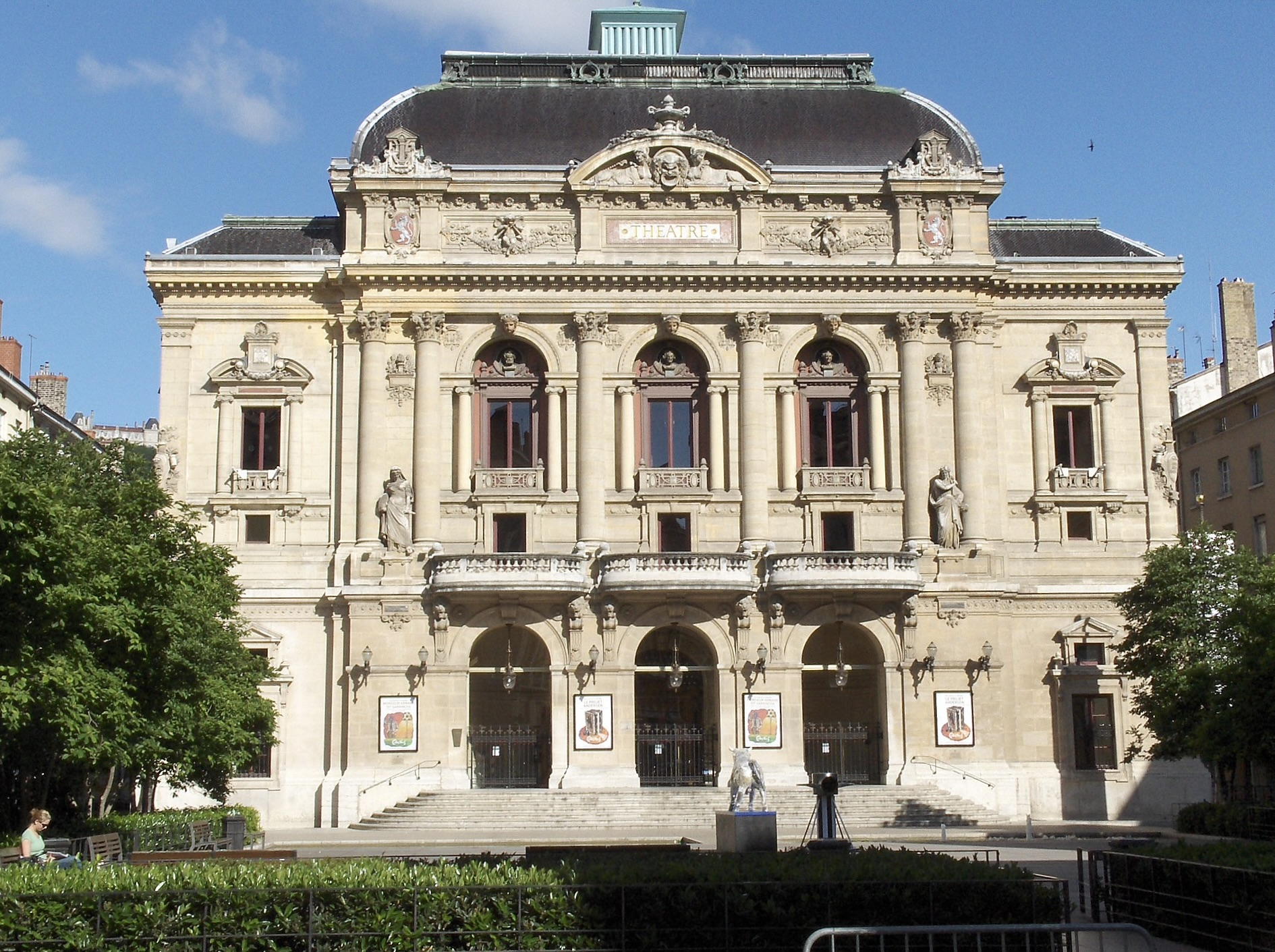
策肋定剧院
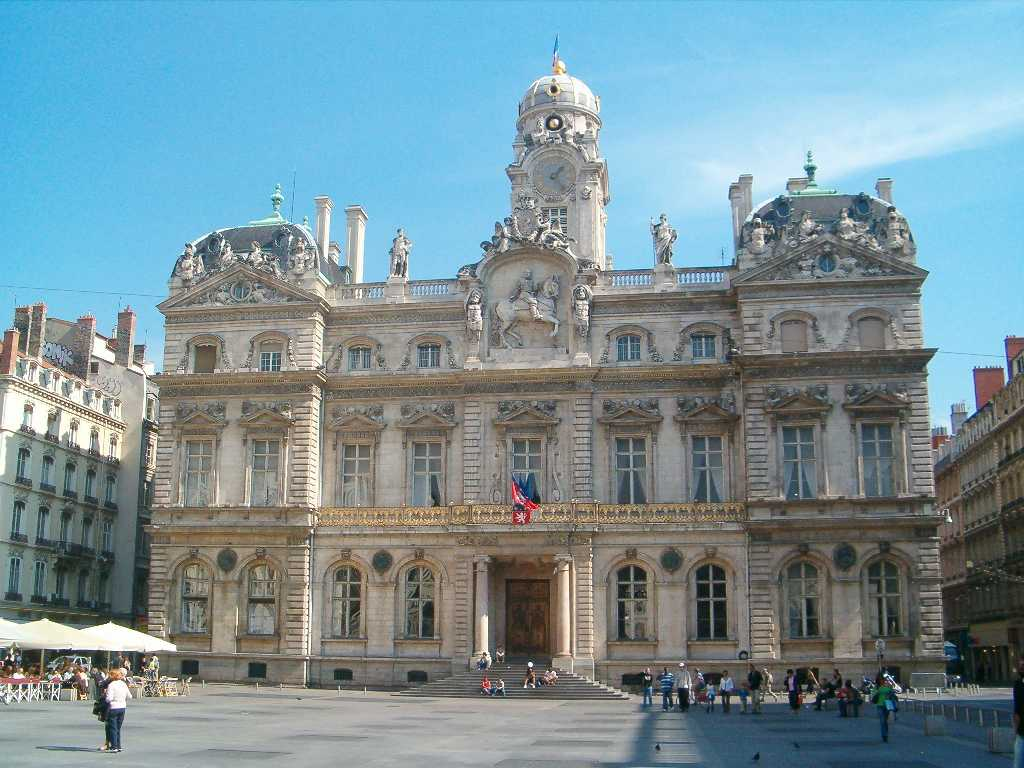
里昂市政厅
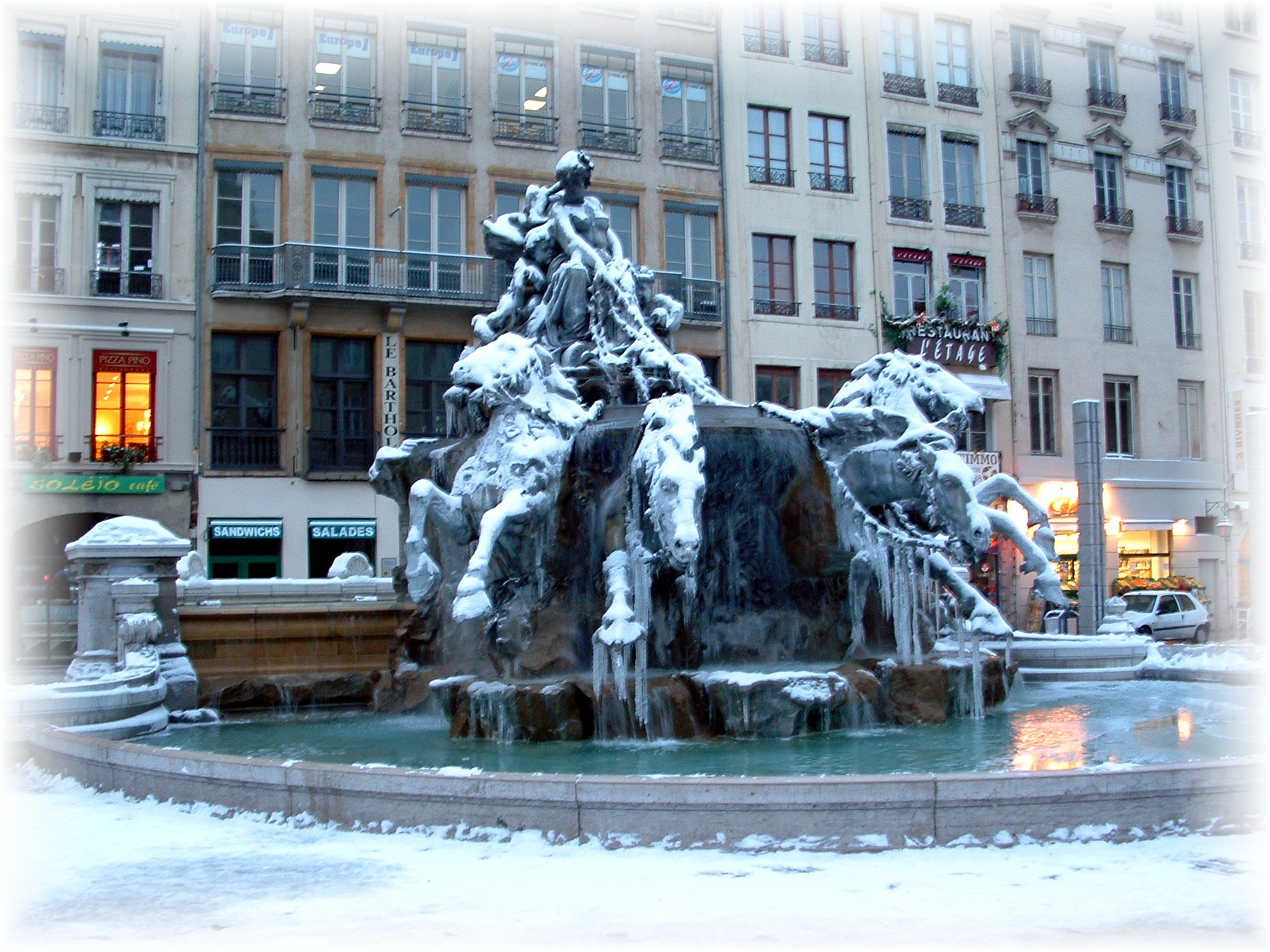
沃土广场的喷泉
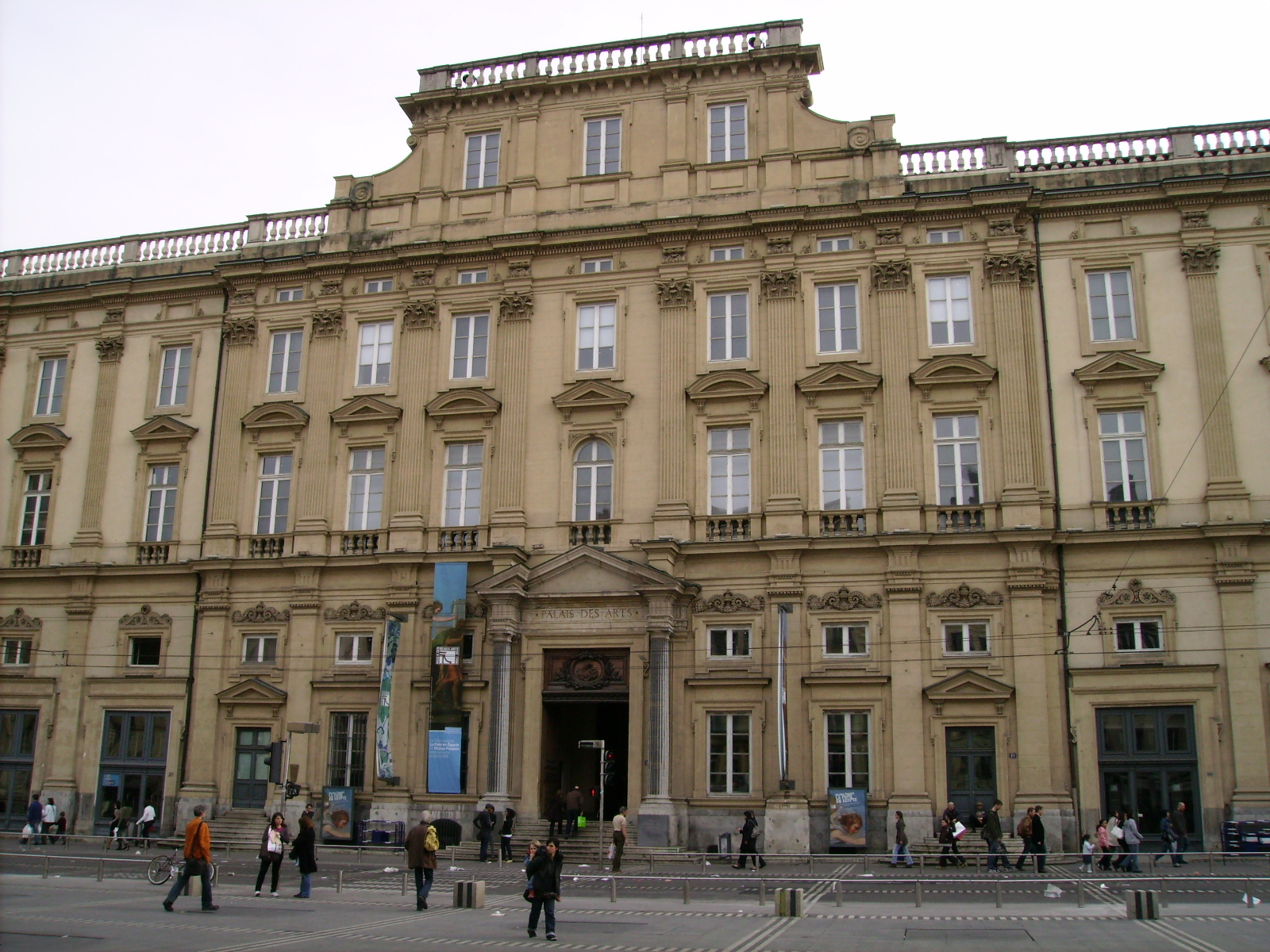
美术博物馆（圣皮埃尔宫）